# Synapsis kiuchii
Synapsis kiuchii är en skalbaggsart som beskrevs av Hanboonsong och Masumoto 1999. Synapsis kiuchii ingår i släktet Synapsis och familjen bladhorningar. Inga underarter finns listade i Catalogue of Life.